# San Gottardo (Udine)
San Gottardo (San Gotart in friulano) è un quartiere del comune di Udine che fa parte della III Circoscrizione "Laipacco - San Gottardo".
Il quartiere, situato nella zona est di Udine lungo la strada che unisce il capoluogo friulano con Cividale del Friuli,
confina ad est con il comune di Remanzacco, a sud con il quartiere di Laipacco e a nord con il quartiere di Beivars.